# Mõisaküla
Mõisaküla es una localidad del municipio de Kiili en el condado de Harju, Estonia, con una población estimada a final del año 2011 de 191 habitantes. 
Se encuentra ubicada en el centro del condado, a poca distancia al sur de Tallin y de la costa del mar Báltico, y al norte de la frontera con el condado de Rapla.